# Número superabundante
En matemáticas, un número superabundante (o también sobreabundante, a veces abreviado como SA) es un cierto tipo de número natural. Un número natural n se llama superabundante precisamente cuando, para todo m < n
{\displaystyle {\frac {\sigma (m)}{m}}<{\frac {\sigma (n)}{n}}}
donde σ denota la función suma de divisores (es decir, la suma de todos los divisores positivos de n, incluido el mismo n). Los primeros números superabundantes son 1, 2, 4, 6, 12, 24, 36, 48, 60, 120, ... (sucesión A004394 en OEIS). Por ejemplo, el número 5 no es un número sobreabundante porque para 1, 2, 3, 4 y 5, el sigma es 1, 3, 4, 7, 6; y se comprueba que 7/4 > 6/5.
Los números superabundantes fueron definidos por Leonidas Alaoglu y Paul Erdős (1944). Sin embargo, Alaoglu y Erdős desconocían unas 30 páginas suprimidas del artículo del matemático indio Ramanujan de 1915 titulado "Números altamente compuestos". Esas páginas finalmente se publicaron en The Ramanujan Journal 1 (1997), 119–153. En la sección 59 de ese documento, Ramanujan definía los números altamente compuestos generalizados, que incluyen los números superabundantes.

## Propiedades
Leonidas Alaoglu y Paul Erdős (1944) demostraron que si n es superabundante, entonces existe una k y un conjunto de a1, a2, ..., ak tales que
{\displaystyle n=\prod _{i=1}^{k}(p_{i})^{a_{i}}}

Diagrama de Euler de los números menores de 100, clasificados como abundantes, abundantes primitivos, altamante abundantes, superabundantes, colosalmente abundantes, altamente compuestos, altamente compuestos superiores, extraños y perfectos en relación con su deficiencia y composición de factores

donde pi es el i-ésimo número primo, y
{\displaystyle a_{1}\geq a_{2}\geq \dotsb \geq a_{k}\geq 1.}
Es decir, probaron que si n es superabundante, la descomposición en primos de n tiene exponentes no crecientes (el exponente de un primo mayor nunca es mayor que el de un primo menor) y que todos los primos que se suman a {\displaystyle p_{k}} son factores de n. Entonces, en particular, cualquier número superabundante es un número entero par, y es un múltiplo del k-ésimo primorial {\displaystyle p_{k}\#.}
De hecho, el último exponente ak es igual a 1 excepto cuando n es 4 o 36.
Los números superabundantes están estrechamente relacionados con los números altamente compuestos. No todos los números superabundantes son números altamente compuestos. De hecho, solo 449 números superabundantes y altamente compuestos son el mismo (sucesión A166981 en OEIS). Por ejemplo, 7560 es altamente compuesto pero no superabundante. Por el contrario, 1163962800 es superabundante pero no altamente compuesto.
Alaoglu y Erdős observaron que todos los números superabundantes son altamente abundantes.
No todos los números superabundantes son números de Harshad. La primera excepción es el número 105 de los superabundantes, 149602080797769600. La suma de sus dígitos es 81, pero 81 no es divisor de este número superabundante.
Los números superabundantes también son de interés en relación con la hipótesis de Riemann, y con el teorema de Robins para que la hipótesis de Riemann sea equivalente a la afirmación de que
{\displaystyle {\frac {\sigma (n)}{e^{\gamma }n\log \log n}}<1}
para todo n mayor que la excepción más grande conocida, el número superabundante 5040. Si esta desigualdad tiene un contraejemplo más grande, demostrando que la hipótesis de Riemann es falsa, este contraejemplo más pequeño debe ser un número superabundante (Akbary y Friggstad, 2009).
No todos los números superabundantes son colosalmente abundantes.

## Generalización
Los números {\displaystyle k}-superabundantes generalizados son aquellos tales que {\displaystyle {\frac {\sigma _{k}(m)}{m^{k}}}<{\frac {\sigma _{k}(n)}{n^{k}}}} para todo {\displaystyle m<n}, donde {\displaystyle \sigma _{k}(n)} es la suma de las {\displaystyle k}-ésimas potencias de los divisores de {\displaystyle n}.
Los números 1-súper abundantes son los números superabundantes. Los números 0-súperabundantes son los números altamente compuestos.
Por ejemplo, los números 2-súperabundantes generalizados son 1, 2, 4, 6, 12, 24, 48, 60, 120, 240, … (A208767 en OEIS)